# Lindsaea linearis
Lindsaea linearis är en ormbunkeart som beskrevs av Olof Peter Swartz. Lindsaea linearis ingår i släktet Lindsaea och familjen Lindsaeaceae. Inga underarter finns listade.